# Winthemia ruficornis
Winthemia ruficornis là một loài ruồi trong họ Tachinidae.